# Jurij Bondarienko
Jurij Bondarienko (ros. Юрий Константинович Бондаренко, ur. 17 maja 1955 w Moskwie) – rosyjski dziennikarz.

## Życiorys
Syn radzieckiego oficera. Po trzyletniej służbie na Krymie w Sewastopolu na Flocie Czarnomorskiej ukończył studia historyczne na Uniwersytecie Moskiewskim i filologiczne na Warszawskim. Po zakończeniu studiów pracował w jedynej w ZSRR firmie w sferze turystyki zagranicznej „Intourist”, potem w radiu sowieckim emitującym audycje w języku polskim. W końcu lat 80. przez trzy lata pracował w Domu Radzieckiej Nauki i Techniki w Katowicach. Potem przez kilka lat był korespondentem własnym w Moskwie polskiego dziennika „Trybuna Robotnicza”. 
W wolnym czasie pielgrzymuje po odradzających się cerkwiach i monasterach prawosławnych. Założył fundację Wozwraszczenije, która m.in. domaga się zmiany radzieckich nazw, wiele z tych inicjatyw zrealizowano, np. przywrócono Dworcowi Moskiewskiemu w Niżnym Nowogrodzie (Gorki-Moskiewski do 2010).
Jako nowy dyrektor Centrum Rosyjsko-Polskiego Dialogu i Porozumienia wygłosił do polskich dziennikarzy podczas „okrągłego stołu” RIA Novosti na temat „Rosja i Polska: historia, która przeszkadza wzajemnemu zrozumieniu”

przemówienie, które oni uznali za obraźliwe i wyszli z sali. Adam Rotfeld uznał to wystąpienie za niepokojące. Bondarienko skrytykował usuwanie pomników Armii Czerwonej w Polsce. W 2015 zorganizował wycieczkę na Krym dla polskich uczniów, zwycięzców konkursów „Wiedza o Rosji” i „Czytanie poezji rosyjskiej”.